# Лоренсо Санс
Лоренсо Санс (на испански: Lorenzo Sanz) е испански бизнесмен, бивш президент на Реал Мадрид, настоящ собственик на ФК Малага, където синът му е президент.
Президент е на Реал Мадрид в периода 26 ноември 1995 до 2000 г. В този период Реал Мадрид печели два пъти Шампионската лига (1998 и 2000 г.), купа, която не е печелил от 1966 г.